# 387
387 foi um ano comum do século IV que teve início e terminou a uma sexta-feira, segundo o Calendário Juliano. A sua letra dominical foi C. Segundo o horóscopo chinês, foi o ano do Porco.
| Ano completo                       |
| ---------------------------------- |
| Ano comum com início à sexta-feira |

## Eventos
- Valentiniano III, o imperador, pela terceira vez, e Eutrópio, cônsules romanos.[1]